# АЭС Гарильяно
АЭС Гарильяно (итал. Centrale elettronucleare Garigliano) — закрытая атомная электростанция в южной Италии.
АЭС Гарильяно расположена в провинции Казерта (Кампания), рядом с первой итальянской АЭС — Латина. Атомная электростанция названа по имени протекающей в этой местности реки. Строительство станции под руководством архитектора Риккардо Моранди началось в 1959, а завершилось в 1964 году. Всего на станции был установлен один реактор кипящего типа (BWR). 
Мощность АЭС Гарильяно составила 160 МВт. 
В 1978 году АЭС Гарильяно была остановлена на профилактику реактора, а 1 марта 1982 года станция была окончательно остановлена — за четыре года до знаменитой Чернобыльской аварии.
Чернобыльская катастрофа оказала важнейшее влияние на развитие итальянской атомной энергетики. Проведенный спустя два года после аварии всенародный референдум привел к решению об остановке всех атомных электростанций в Италии.
В 2011 году Италия подписала контракт с французской компанией Areva на переработку 13 тонн отработанного ядерного топлива с АЭС Гарильяно. После переработки отходы будут возвращены в Италию к концу 2025 года.

## Энергоблок
| Энергоблок | Тип реакторов | Мощность | Мощность | Начало строительства | Физпуск    | Подключение к сети | Ввод в эксплуатацию | Закрытие   |
| Энергоблок | Тип реакторов | Чистый   | Брутто   | Начало строительства | Физпуск    | Подключение к сети | Ввод в эксплуатацию | Закрытие   |
| ---------- | ------------- | -------- | -------- | -------------------- | ---------- | ------------------ | ------------------- | ---------- |
| Гарильяно  | BWR, BWR-1    | 150 МВт  | 160 МВт  | 01.11.1959           | 05.06.1963 | 01.01.1964         | 01.01.1964          | 01.03.1982 |